# Sfântu Gheorghe, Tulcea
Sfântu Gheorghe este satul de reședință al comunei cu același nume din județul Tulcea, Dobrogea, România. Pe hărțile mai vechi apar alte denumiri ale localității precum Kidrillis, Cadîrlez sau Catarlezi care derivă din denumirea turcă Kadırler însemnând „Cadârgele”, sau Aios Iorgos care derivă din denumirea grecească.

## Denumirea localității
Veche așezare de pescari, Sfântu Gheorghe este atestată în documentele istorice din secolul al XIV-lea, când dezvoltarea economiei a crescut rolul negustorilor italieni (genovezi) mai ales în jurul brațului Sfântu Gheorghe. În acea perioadă, genovezii dețineau un adevărat monopol în apele Mării Negre, făcând comerț cu peștele pescuit la gurile Dunării. Din acest motiv, localitatea San-Giorgio apare și pe harta genovezului Visconti, din anul 1318. O legendă mai spune că, în anul 1821 a venit în sat o corabie turcească de război, în care era și un pașă. În ziua aceea, în sat răsuna cavalul ciobanilor și cântecul pescarilor. Era tocmai ziua de Sfântu Gheorghe și, în cinstea acestei sărbători, pașa a botezat satul ”Katarlez” (”z” se citește ”ț”), adică Sfântu Gheorghe. După ce localitatea a purtat cele două nume: San-Giorgio și Katarlez, a ajuns și la denumirea actuală, Sfântu Gheorghe, care provine de la hramul bisericii vechi. Oficial, denumirea a fost preluată mult mai târziu, după 1883, după cum reiese din documentele de împroprietărire.

## Istoric
Din spusele bătrânilor, satul este format, în parte, din refugiați politic veniți din Rusia pe timpul împărătesei Ecaterina cea Mare, de frica oștirii care se făcea 25 de ani. De meserie pescari și vânători, s-au așezat la gura canalului Sf. Gheorghe și s-au înțeles cu negustorii greci, cărora le dădeau ce prindeau în schimbul celor trebuincioase vieții. Cam prin anul 1735, au venit aici și zaporojeni (ucraineni), ”hoholi” sau ”cozaci”, iar după ei, în urma unor alte colonizări făcute oficial, din interesele Imperiului otoman și Imperiului țarist, au mai venit din Rusia lipoveni, goniți de patriarhul Nicon. După un timp oarecare, ivindu-se conflicte între ei și ucraineni, lipovenii au plecat și au format satele Jurilofca și Sarichioi. Primii români s-au așezat pe aceste locuri la începutul secolului al XIX-lea, mai exact în anul 1810. În acest an, câțiva ciobani cu turmele lor, veniți de la poalele Făgărașului și conduși de un baci pe nume Niculea, s-au așezat pe grindul ce astăzi poartă numele de Grindul Nicu. Denumirea grindului vine de la numele baciului, numai că, în timp, ultima silabă s-a pierdut. În timpul campaniei lui Napoleon Bonaparte în Rusia, autoritățile rusești s-au retras din calea acestuia. Iobagi ruși au profitat și s-au refugiat în Dobrogea, iar o parte, coborâți spre mare, au conviețuit cu ciobanii lui Niculea. Pe atunci Marea neagră era împânzită de corăbii grecești, care făceau comerț cu Moldova, pe brațul Sulina. În anul 1820, o parte din aceste corăbii au început să se abată pe la Sfântu Gheorghe cu fel de fel de fructe, pe care pescarii le luau în schimbul peștelui. În timp, producția de pește s-a mărit datorită celor care veneau din alte sate și rămâneau aici. Pescarii au început să-și transporte singuri peștele la Galați. La început era o singură cherhana, a lui Costenco, dar prin 1862 au mai luat ființă încă două, ale fraților Costache și Neculache Valsamache. Pe atunci a venit de la Tulcea Iani Melanos, care făcea negoț cu alcool. Acesta a intrat în posesia a două dintre cherhanale, obținând câștiguri mari. În 1876, pescarii au înființat o asociație care a durat 6 ani.  În 1920 a fost înființată Cooperativa ”Marea Neagră”, având 82 de membri, pentru a apăra interesele pescarilor și pentru a face aprovizionarea satului cu alimente, scule de pescuit, îmbrăcăminte etc. După câțiva ani de belșug, în 1929, instituția a dat faliment.
Prima biserică a satului a fost construită în 1820 dar a ars în 1880. A fost reconstruită în același an. În 1896 a ars și cea de-a doua dar a fost iar refăcută.
În 1879 se înființase deja Oficiul Poștal Sfântu Gheorghe, pentru poșta ușoară. Cursele se făceau cu cariole și trăsuri pe ruta Sfântu Gheorghe–Sulina, o dată pe săptămână. Pe timpul iernii însă, din cauza ghețurilor, nu se putea efectua transportul corespondenței pe Dunăre sau prin canalele din Deltă. Singura soluție era transportul ei cu căruța, până la Gârla Împuțita, iar de acolo să fie preluată de căruța trimisă de la Sulina.  În 1882 s-a construit la Sfântu Gheorghe un pichet militar. În 1892 este introdus telegraful, cu un serviciu limitat, iar în 1894 telefonul. Oficiul telegrafic avea și un birou, iar satul era în legătură telefonică cu toate celelalte comune rurale și urbane. Satul are școală din 1904. În timpul celui de-al Doilea Război Mondial rețeaua telefonică a fost întreruptă din cauza bombardamentelor. Administrația comunală a fost nevoită să ia măsuri pentru consolidarea stâlpilor și întreținerea rețelei telefonice în bune condiții.
În 1934, postul de jandarmi funcționa sub conducerea lui Dumitru Jianu, într-un local închiriat. În 1939 se aprobă construirea unui local nou și este achiziționată o pompă de incendiu.
În anul 1942, la Sfântu Gheorghe s-a construit un dig de apărare contra inundațiilor, în lungime de 500m. În 1978, la o furtună, satul s-a umplut cu apă, oamenii fiind nevoiți să se deplaseze cu bărcile. Apele s-au retras după trei zile. Autoritățile au continuat îndiguirea iar azi satul e înconjurat de un dig de 6,5km care îl apără de apele Dunării și ale Mării Negre. Tot în 1942 se construiește o stație meteo și se înființează atelierul de împletituri și rogojini. Între 1963-1970 a fost reamplasată stația meteo, care din 1969 are un local propriu.

## Viața culturală
Începând cu 1946 este atestată existența Căminului Cultural ”Ștefan cel Mare”, unde, cu ocazia sărbătorilor și a altor evenimente, se desfășurau serate literare, serbări, concursuri de coruri, jocuri și costume naționale, mai ales la sărbători și evenimente deosebite. În 1950, din fondurile sindicatelor, a început construcția sediului actual al căminului cultural, numit inițial ”Clubul pescarilor”, dat în folosință în 1955. Clădirea se înalță azi în centrul comunei și este compusă din mai multe săli cu diferite destinații: sala de spectacole, un mic muzeu, o sală de ședințe etc. Înainte de 1989, în sala de spectacole rulau filme de 4 ori pe săptămână. În prezent în sala de spectacole nu se mai realizează proiecții de filme.

## Turismul
Prin natura sa generoasă, comuna Sfântu Gheorghe a devenit un punct de atracție și a fost declarată sat turistic. Turiștii pot primi cazare în casele localnicilor, unele devenite pensiuni. Preparatele culinare din pește sunt delicioase și pe săturate. Mulți turiști au preferat să-și cumpere sau să-și construiască propriile case de vacanță și vin aici vară de vară. Natura le oferă perspectiva unei cure de apă și soare din belșug, cel mai fin nisip, cea mai lungă și cea mai lată plajă de pe tot litoralul românesc. O plajă liniștită care oferă o alternativă la plajele aglomerate de pe litoral. Plimbările cu barca pe canale și lacuri, unde peisajul oferă un spectacol minunat de floră și faună, sunt apreciate de turiști. Pelicanii de pe Insula Sahalin sunt o mare atracție. Pentru cei care nu preferă plaja, pescuitul este o alternativă. Călătoria cu vaporul sau cu navele rapide până la Sfântu Gheorghe poate fi o oportunitate de a admira pe îndelete minunata noastră Deltă.
Din anul 2002, Fundația Anonimul a construit pe malul Dunării un complex turistic cu vile destinate recreerii dar și găzduirii unor simpozioane și concursuri de pictură, sculptură, poezie, muzică etc. Din 17 august 2004, aici se desfășoară Festivalului Internațional de Film "Anonimul". În acest scop a fost construită și o clădire dotată cu trei săli de proiecție și o arenă cu ecran în aer liber. Alături s-au construit căsuțe de o familie și un spațiu pentru corturi, sistem sanitar, spațiu pentru servit masa, discotecă etc.

## Galerie imagini

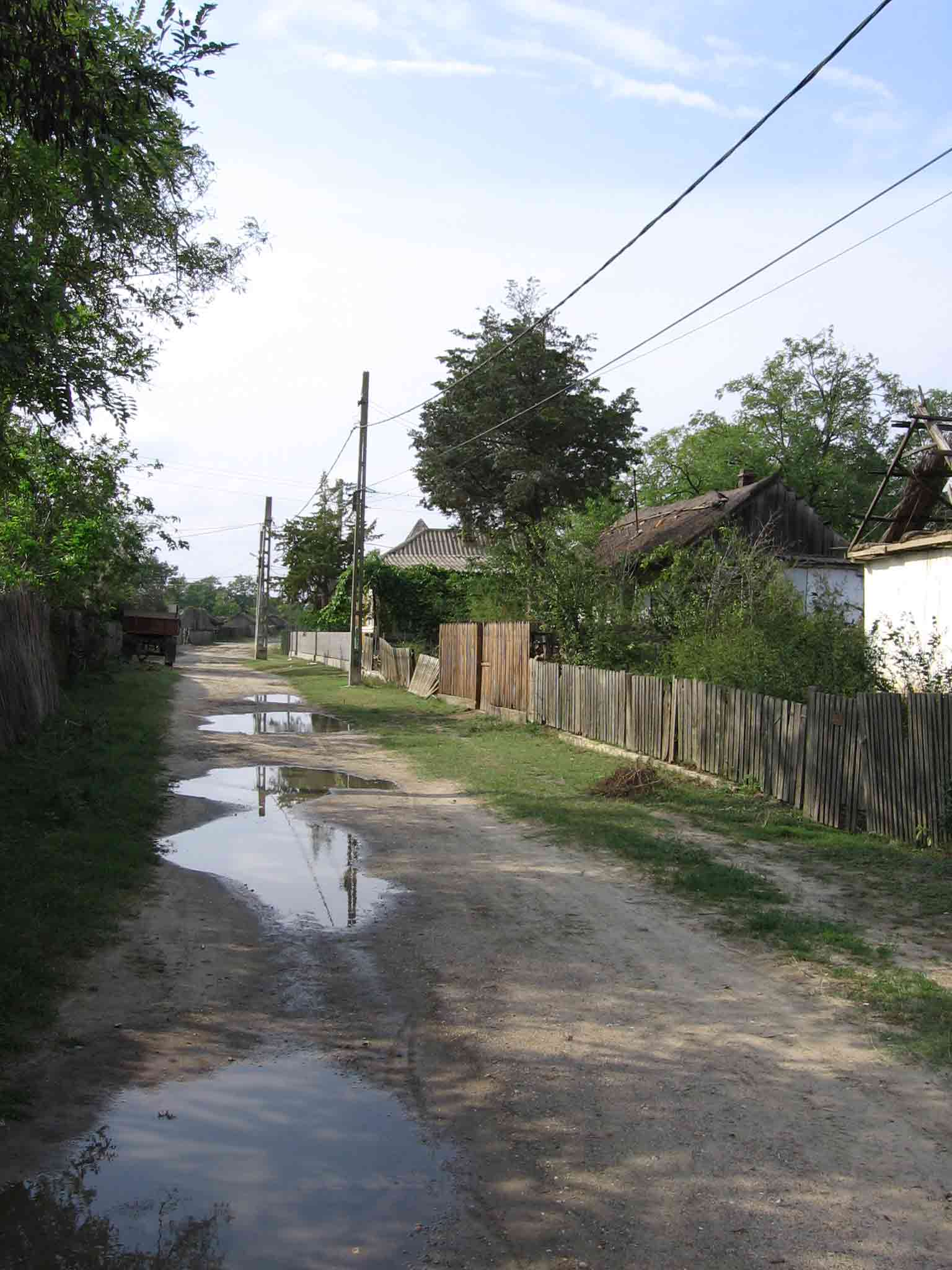
Uliță din Sfântu Gheorghe
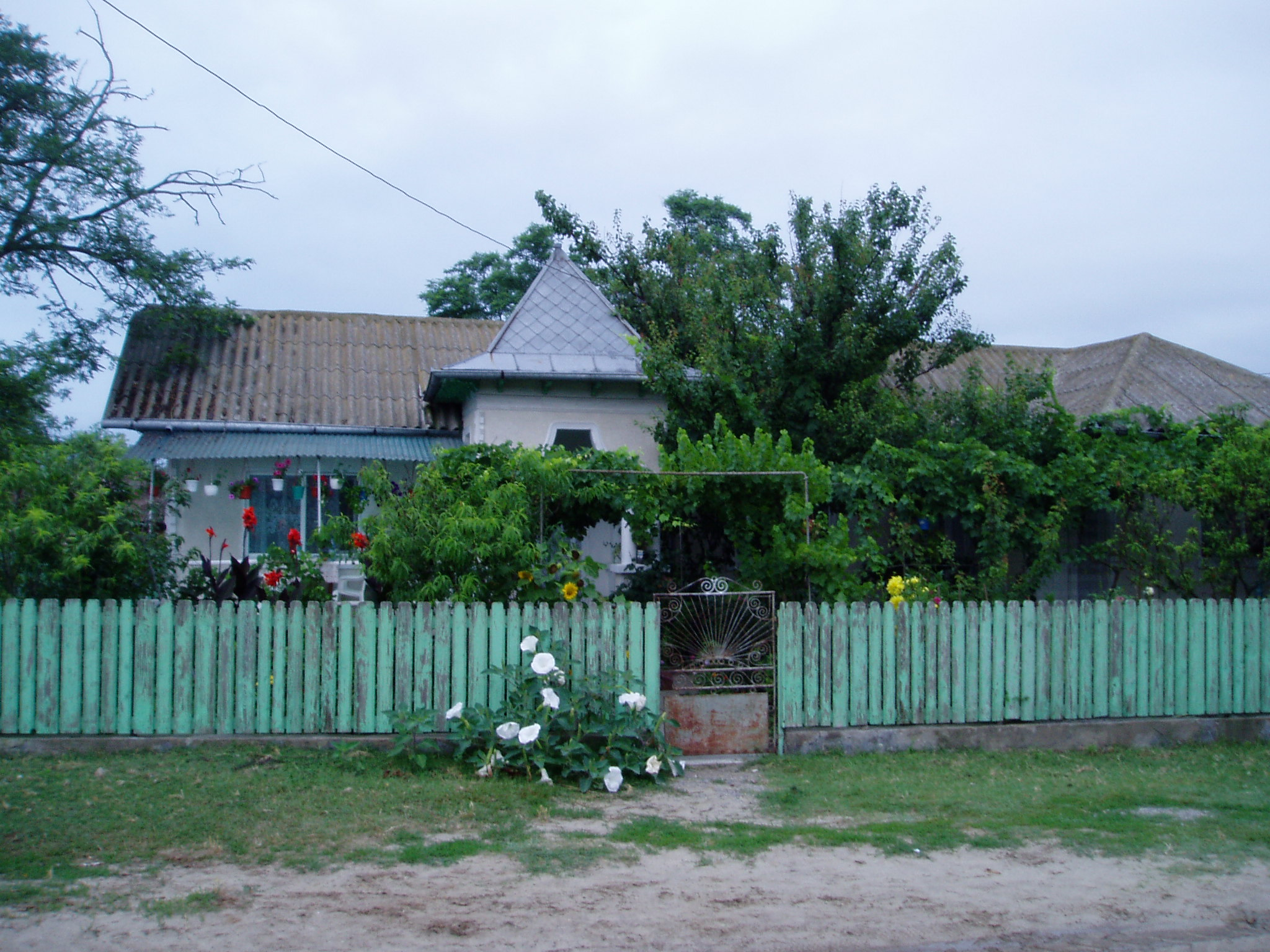
Casă în Sfântu Gheorghe
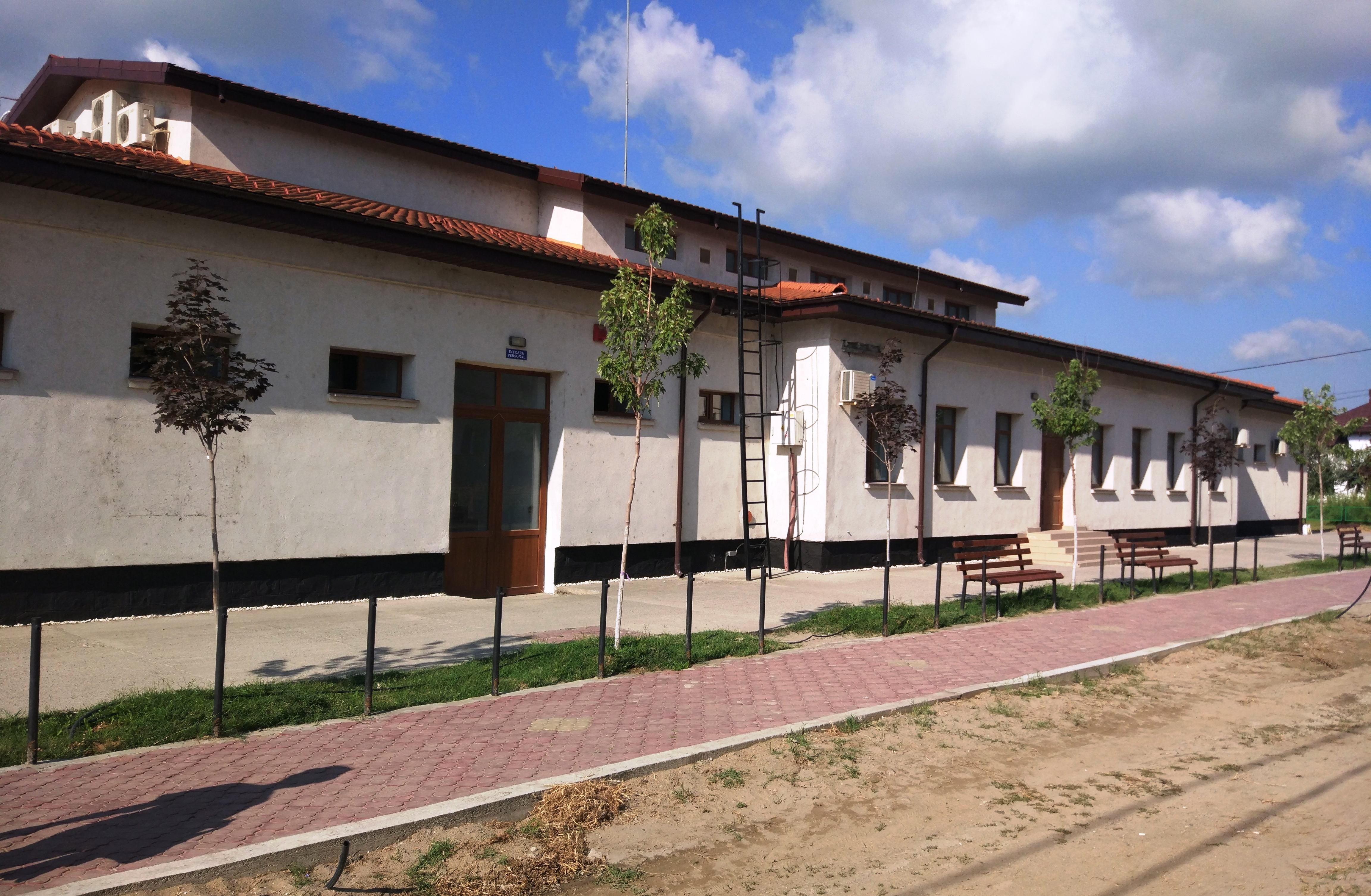
Căminul Cultural din Sf. Gheorghe
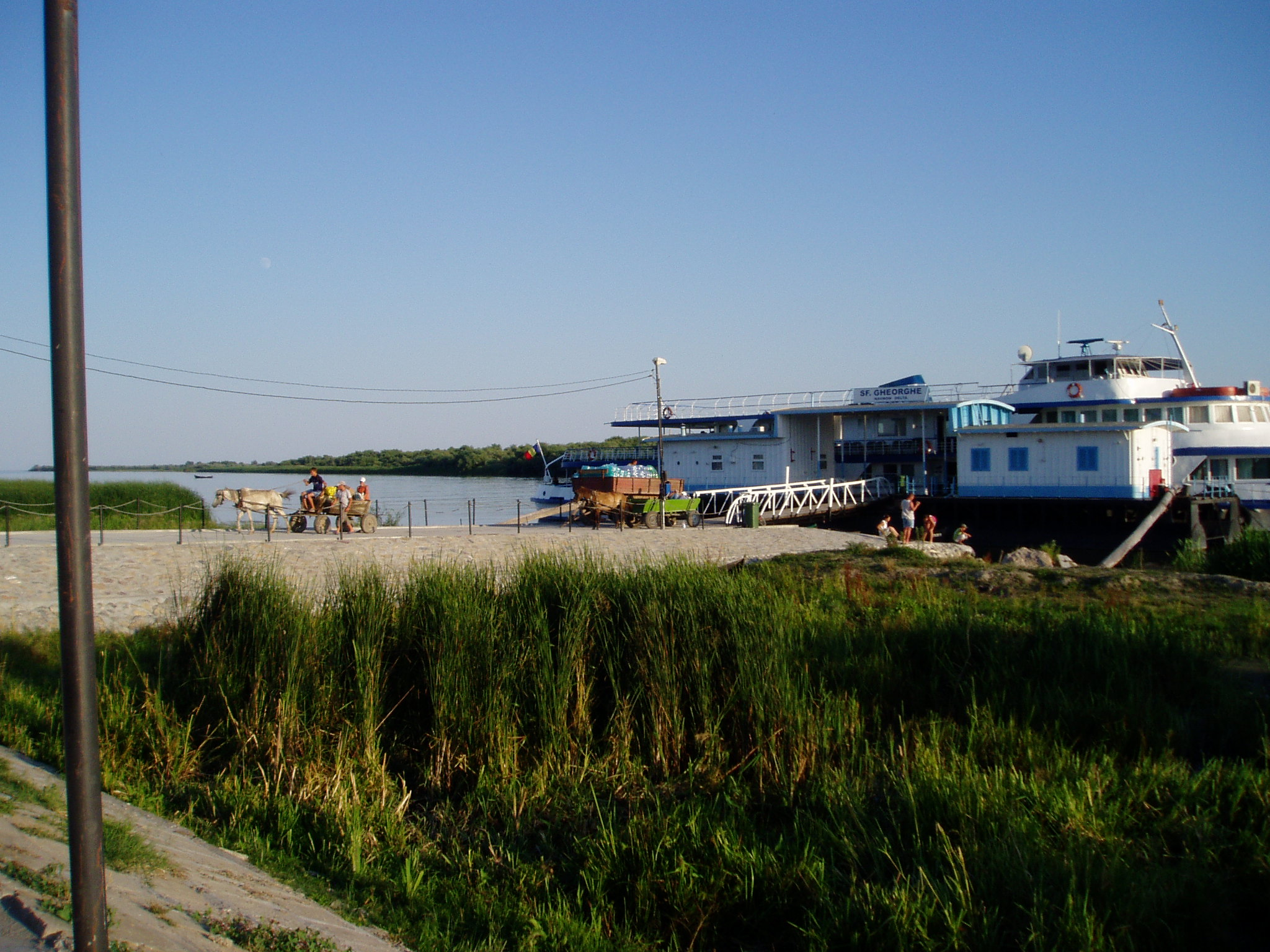
Debarcaderul Sfântu Gheorghe
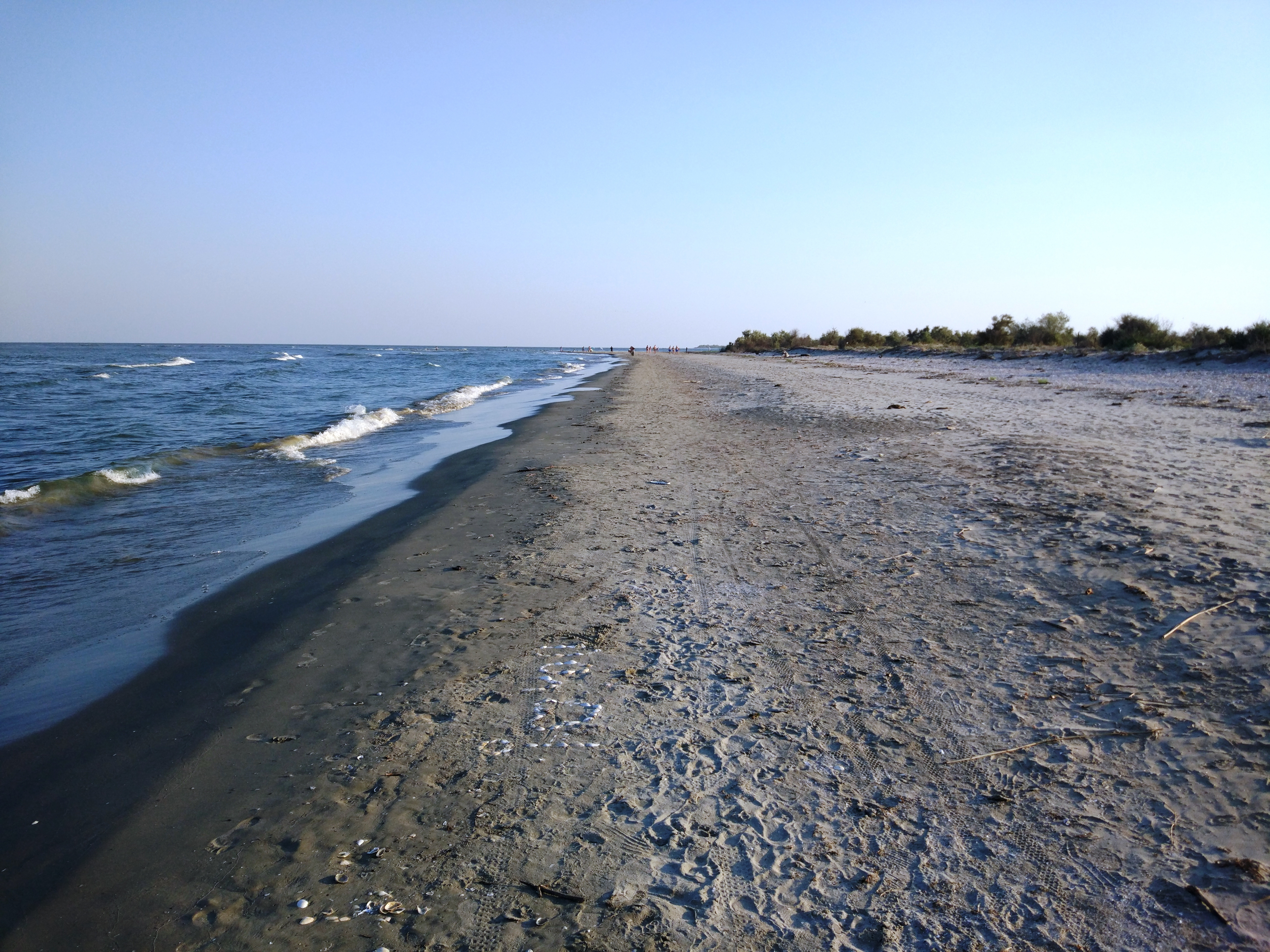
Plaja la Sf. Gheorghe
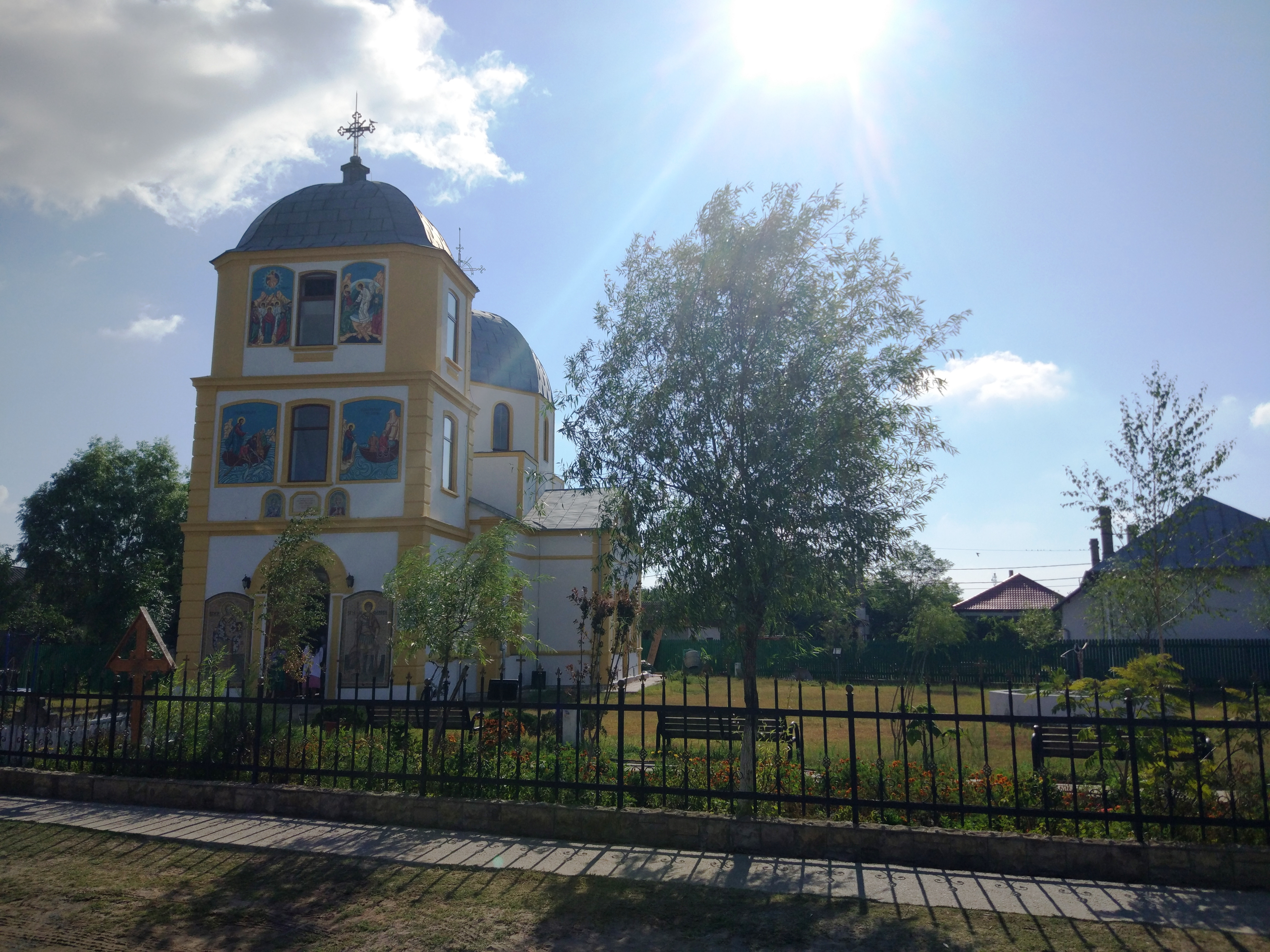
Biserica din Sfântu Gheorghe
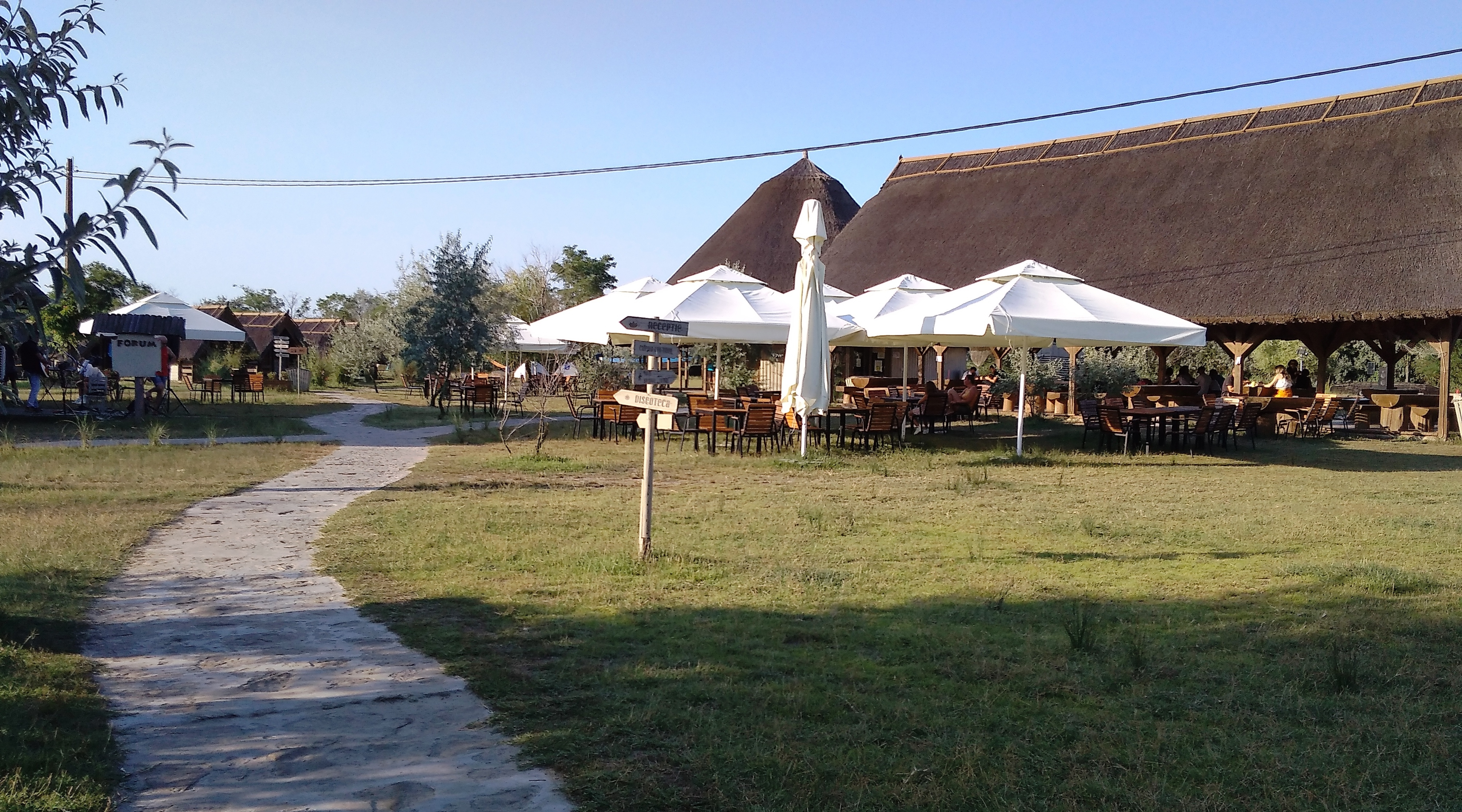
"Satul Verde" din Sf. Gheorghe - zona de campare